# Rossano Galtarossa
Rossano Galtarossa (* 6. Juli 1972 in Padua) ist ein italienischer Ruderer, der bei fünf Olympiateilnahmen vier Medaillen gewinnen konnte.

## Leben
Galtarossa war schon im Juniorenbereich erfolgreich. 1989 gewann er Silber im Einer bei den Junioren-Weltmeisterschaften, 1990 siegte er im Doppelzweier. 1992 erhielt er im Doppelvierer die olympische Bronzemedaille. Von 1994 bis 1998 gewann der italienische Doppelvierer mit Galtarossa viermal in Folge den Weltmeistertitel, belegte aber bei den Olympischen Spielen 1996 nur den vierten Platz. Bei der Weltmeisterschaft 1999 verpasste das Boot das Finale und siegte dann im B-Lauf. Im Jahr darauf erreichte Galtarossa seinen größten Erfolg mit dem Olympiasieg in Sydney. In den Jahren danach war Galtarossa meist im Doppelzweier am Start, in dieser Bootsklasse gewann er bei den Olympischen Spielen 2004 die Bronzemedaille. Nach einer Pause von zwei Jahren kehrte Galtarossa 2007 zum Rudersport zurück und gewann auf Anhieb die italienische Meisterschaft im Einer. Bei den Olympischen Spielen 2008 in Peking erruderte Galtarossa im Doppelvierer die Silbermedaille.
Insgesamt gewann Rossano Galtarossa 14 italienische Meistertitel. 2008 nach seiner vierten olympischen Medaille wurde Rossano Galtarossa mit dem Titel Großoffizier des Verdienstordens der italienischen Republik ausgezeichnet.

## Erfolge

### Olympische Spiele
- 1992: Bronze im Doppelvierer mit Filippo Soffici, Rossano Galtarossa, Gianluca Farina, Alessandro Corona
- 1996: Platz 4 im Doppelvierer mit Massimo Paradiso, Alessio Sartori, Rossano Galtarossa, Alessandro Corona
- 2000: Gold im Doppelvierer mit Simone Raineri, Rossano Galtarossa, Alessio Sartori, Agostino Abbagnale
- 2004: Bronze im Doppelzweier mit Rossano Galtarossa, Alessio Sartori
- 2008: Silber im Doppelvierer mit Luca Agamennoni, Rossano Galtarossa, Simone Raineri, Simone Venier

### Weltmeisterschaften
- 1993: Bronze im Doppelvierer mit Gianluca Farina, Massimo Paradiso, Rossano Galtarossa, Alessandro Corona
- 1994: Gold im Doppelvierer mit Massimo Paradiso, Alessio Sartori, Rossano Galtarossa, Alessandro Corona
- 1995: Gold im Doppelvierer mit Massimo Paradiso, Alessandro Corona, Rossano Galtarossa, Alessio Sartori
- 1997: Gold im Doppelvierer mit Giovanni Calabrese, Rossano Galtarossa, Agostino Abbagnale, Alessandro Corona
- 1998: Gold im Doppelvierer mit Alessio Sartori, Rossano Galtarossa, Agostino Abbagnale, Alessandro Corona
- 1999: Platz 7 im Doppelvierer
- 2001: Bronze im Doppelzweier mit Rossano Galtarossa, Alessio Sartori
- 2002: Bronze im Doppelvierer mit Mattia Righetti, Marco Ragazzi, Rossano Galtarossa, Simone Raineri
- 2003: Silber im Doppelzweier mit Rossano Galtarossa, Alessio Sartori